# Vic Black
Pour les articles homonymes, voir Black.
Victor Laurence Black (né le 23 mai 1988 à Amarillo, Texas, États-Unis) est un lanceur de relève droitier des Ligues majeures de baseball.

## Carrière
Vic Black est repêché par les Mets de New York au 41e tour de sélection en 2006 mais il repousse l'offre et s'engage à la Dallas Baptist University (en). Il signe avec les Pirates de Pittsburgh, qui en font un de leurs choix de première ronde en 2009.
Black, un lanceur de relève, fait ses débuts dans le baseball majeur avec les Pirates le 25 juillet 2013.
Le 29 août 2013, Pittsburgh échange Black et le joueur de deuxième but Dilson Herrera aux Mets de New York contre le voltigeur Marlon Byrd et le receveur John Buck,.